# ويلهلم ريختر
ويلهلم ريختر (بالألمانية: Wilhelm Richter)‏ هو عسكري ألماني، ولد في 17 سبتمبر 1892 في جيلينيا جورا في بولندا، وتوفي في 4 فبراير 1971.